# Breathlessly
«Breathlessly» — пісня Клаудії Феніелло для конкурсу  Євробачення 2017 в Києві, Україна. Пісня була виконана у другому півфіналі Євробачення, 11 травня, але до фіналу не пройшла.

## Список композицій
| Digital download | Digital download                 | Digital download |
| #                | Назва                            | Тривалість       |
| ---------------- | -------------------------------- | ---------------- |
| 1.               | «Breathlessly»                   | 3:00             |
| 2.               | «Breathlessly» (Karaoke Version) | 3:00             |